# ماركوس مورينيغو
ماركوس مورينيغو (بالإسبانية: Marcos Antonio Morínigo)‏ (و. 1848 – 1901 م) هو سياسي من باراغواي . وكان عضواً في حزب كولورادو .
توفي في أسونسيون، عن عمر يناهز 53 عاماً.

## مناصب
تولى منصب رئيس الباراغواي .